# Trbuk
Trbuk är en ort i Bosnien och Hercegovina.   Den ligger i entiteten Republika Srpska, i den centrala delen av landet, 90 km norr om huvudstaden Sarajevo. Trbuk ligger 160 meter över havet och antalet invånare är 161.
Terrängen runt Trbuk är huvudsakligen kuperad, men åt nordväst är den platt. Trbuk ligger nere i en dal. Runt Trbuk är det ganska tätbefolkat, med 93 invånare per kvadratkilometer.. Närmaste större samhälle är Doboj, 10,0 km norr om Trbuk. 
I omgivningarna runt Trbuk växer i huvudsak lövfällande lövskog.